# Finn Sterobo
Finn Sterobo (ur. 17 grudnia 1933 w Odense, zm. 25 lutego 2021) – piłkarz duński grający na pozycji bramkarza. W swojej karierze rozegrał 2 mecze w reprezentacji Danii.

## Kariera klubowa
Swoją karierę piłkarską Sterobo rozpoczął w klubie Odense BK. Zadebiutował w nim w 1955 roku w duńskiej lidze. W 1964 roku przeszedł do Boldklubben 1909, z którym wywalczył wówczas mistrzostwo Danii. W 1965 roku zakończył karierę.

## Kariera reprezentacyjna
W reprezentacji Danii Sterobo zadebiutował 23 maja 1962 w przegranym 1:4 towarzyskim meczu z Niemiecką Republiką Demokratyczną, rozegranym w Lipsku. Wcześniej, w 1960 roku, zdobył srebrny medal Igrzyskach Olimpijskich w Rzymie. W kadrze narodowej rozegrał 2 spotkania, oba w 1962 roku.